# Sądowa kontrola konstytucyjności prawa
Sądowa kontrola konstytucyjności prawa – instytucja ustrojowa, zgodnie z którą sądy są uprawnione do kontroli aktów prawnych pod względem ich zgodności z konstytucją.

## Historia
Koncepcja sądowej kontroli konstytucyjności prawa zaczęła kształtować się w XVII w. w Wielkiej Brytanii w oparciu o doktrynę prawa natury. Zdaniem takich autorów jak Henry Finch zgodnie z którą istniało wyższe prawo, stanowione przez naturę, Boga czy rozum, którego akty parlamentu nie mogą naruszać. Na tej doktrynie opierały się niektóre rozstrzygnięcia sądów uznające w indywidualnych sprawach, że ustawa nie obowiązuje. Nie było to jednak abstrakcyjne stwierdzenie nieważności całego aktu. Orzeczenia takie były też na tyle rzadkie, że nie doszło do wykształcenia się jednolitej instytucji. 
W pełnym sensie, instytucja sądowej kontroli konstytucyjności prawa powstała dopiero pod koniec XVIII w konstytucjach nowo powstałych Stanach Zjednoczonych . Stanowiła tam ważny element systemu hamulców i równoważenia się poszczególnych organów państwa (checks and balances). W 1803 Sąd Najwyższy USA orzekający w sprawie Marbury v. Madison po raz pierwszy orzekł o niekonstytucyjności aktu prawnego (Judiciary Act z 1789), tym samym ustalając system wzajemnej kontroli pomiędzy podstawowymi organami władzy w Stanach Zjednoczonych .
W wieku XX w okresie międzywojennym, pod wpływem konstytucyjnych idei Hansa Kelsena, w Europie powstały pierwsze sądy konstytucyjne – wyodrębnione organy sądowe, którym powierzono kontrolę konstytucyjności prawa. Pierwszymi krajami, które powołały takie sądy, były Austria i Czechosłowacja. Po II wojnie światowej nadeszły trzy fale demokratycznych przemian ustrojowych, które wiązały się z rozprzestrzenieniem instytucji kontroli konstytucyjności prawa. Po 1945 wprowadzono ją w wielu krajach zachodnioeuropejskich, w latach 60. i 70. w krajach powstałych w wyniku dekolonizacji, a po 1989 w demokratyzujących się krajach z dawnego bloku wschodniego. Na początku XXI w. instytucja ta stała się powszechna i w 2003 r. istniała w 85% państw.
Państwa bez tej instytucji są prawie wyłącznie państwami niedemokratycznymi (wyjątkami są np. Wielka Brytania i Holandia). W części tych krajów wprowadza się próbnie różne formy kontroli konstytucyjności. Niekiedy wprowadzenie takiej instytucji jest jednym z warunków członkostwa w organizacjach międzynarodowych (np. był to wymóg stawiany wobec Chin w trakcie negocjacji członkostwa w Światowej Organizacji Handlu) . Pod koniec XX wieku w Wielkiej Brytanii i Nowej Zelandii, krajach uznawanych często za pozbawione instytucji sądowej kontroli konstytucyjności prawa, wprowadzono możliwość sądowej kontroli prawa pod kątem zgodności z aktami gwarantującymi podstawowe prawa obywatelskie. Instytucja ta jest niekiedy określana jako słaba forma sądowej kontroli konstytucyjności bądź zapowiedź jej rozwoju .
W 1952 wraz z powstaniem Wspólnot Europejskich utworzono jako jeden z głównych ich organów Trybunał Sprawiedliwości, który stał się sądem konstytucyjnym dla krajów członkowskich . W kompetencji Trybunału leży abstrakcyjna kontrola zgodności praw krajów członkowskich z prawem unijnym.

## Charakterystyka
Istnieją dwa zasadnicze modele tej instytucji: europejski, w którym kontrola powierzona jest wyodrębnionemu organowi (sądowi konstytucyjnemu), oraz amerykański (zdekoncentrowany), w którym kontrola konstytucyjności sprawowana jest przez sądy powszechne . Wiele krajów (szczególnie Ameryki Łacińskiej) przyjęło model mieszany kontroli konstytucyjności prawa. W modelu tym kontrolę sprawuje odrębna izba sądu najwyższego.
Pomiędzy poszczególnymi krajami istnieją duże różnice. W szczególności kontrola konstytucyjności może być konkretna (przy okazji rozpatrywania danej sprawy sądowej) albo abstrakcyjna (kontroli podlegają same akty prawne, w oderwaniu od stanu faktycznego). Poszczególne kraje różnią się też tym, jakie są konsekwencje orzeczenia o niekonstytucyjności. Przy kontroli konkretnej najczęściej stwierdzenie niekonstytucyjności obowiązuje jedynie w danej sprawie. W Stanach Zjednoczonych orzeczenie o niekonstytucyjności przestrzegane jest również przez inne sądy zgodnie z zasadą stare decisis (ma charakter precedensu prawotwórczego). Przy kontroli abstrakcyjnej niekonstytucyjna norma prawna usuwana jest z systemu prawnego. W większości krajów orzeczenie sądu konstytucyjnego jest ostateczne. Jedyną drogą na wprowadzenie danych norm do systemu prawnego jest wtedy zmiana konstytucji. W Niemczech Trybunał Konstytucyjny może w niektórych przypadkach stwierdzić niekonstytucyjność niektórych poprawek do konstytucji. W niektórych krajach parlament może w głosowaniu zwykłym uchylić orzeczenie sądu konstytucyjnego .
W niektórych krajach (np. Włochy czy Francja) sądy konstytucyjne współpracują niekiedy z władzą ustawodawczą, wskazując, jak pewne kwestie powinny być uregulowane, by były zgodne z konstytucją. W innych krajach (Stany Zjednoczone) są wycofane z bezpośredniej polityki, jedynie orzekając o zgodności lub niezgodności z konstytucją istniejącego prawa. W Stanach Zjednoczonych uznaje się, że jedynie działalność władz może naruszać prawa konstytucyjne. Nie przysługuje natomiast skarga na bezczynność organu. W wielu innych krajach można wystąpić ze skargą na bezczynność w sytuacji, w której organ był zobowiązany do działania. Ochrona praw obywatelskich wymaga bowiem w pewnych warunkach aktywności władz prawodawczej czy wykonawczej .
Sądowa kontrola konstytucyjności prawa jest blisko związana z innymi formami kontroli władzy wykonawczej i prawodawczej przez sądownictwo: kontrolą aktów niższego rzędu pod względem ich zgodności z aktami wyższego rzędu (np. sądowa kontrola aktów prawa miejscowego w Polsce) oraz sądową kontrolą administracji.

### Model amerykański
Model amerykański nazywany jest również zdekoncentrowaną kontrolą konstytucyjności prawa. W Stanach Zjednoczonych instytucja ta nazywa się judicial review. Kontrola konstytucyjności ma tu charakter zdecentralizowany, względny i konkretny.
Każdy obywatel, który uznaje, że jego prawa konstytucyjne są naruszane, może zgłosić się do sądu powszechnego, który rozpatrzy jego sprawę. Podda on badaniu prawo i działanie władz, i porówna je z Konstytucją Stanów Zjednoczonych bądź z konstytucjami stanowymi. Orzeczenie o niekonstytucyjności nie obowiązuje poza daną sprawą. Wyjątkiem są orzeczenia Sądu Najwyższego, które mają status precedensu prawotwórczego. Jest to tzw. kontrola konkretna. Abstrakcyjna kontrola konstytucyjności prawa, tzn. rozpatrywanie, czy akt prawny jest zgodny z konstytucją w oderwaniu od konkretnego problemu, nie jest dozwolona i takie wnioski są odrzucane .

### Model europejski
W modelu europejskim sądowej kontroli konstytucyjności prawa centralną rolę odgrywa sąd konstytucyjny – specjalny organ sądowy będący jedną z centralnych instytucji ustrojowych. Sądom tym przysługuje (często wyłączna) kompetencja do uznawania aktów prawnych i działań władzy za niezgodne z konstytucją danego państwa.
Wyróżnia się dwie zasadnicze odmiany modelu europejskiego: francuską oraz niemiecką, przy czym w niektórych krajach (np. we Włoszech) istnieje model pośredni. Kryterium wyróżniającym jest to, kto jest uprawniony do wniesienia sprawy przed sąd konstytucyjny. W odmianie francuskiej jedynie pewne organy (ombudsman, prezydent) czy grupy polityczne (najczęściej określona grupa parlamentarzystów) mają kompetencje do zgłaszania wniosku o taką kontrolę. Kontrola jest abstrakcyjna, tzn. opiera się na samej wątpliwości danego organu, czy dany akt prawny jest zgodny z konstytucją. Obywatele nie mają bezpośredniego dostępu do sądu konstytucyjnego.
W wersji niemieckiej kontrola konstytucyjności jest konkretna. Obywatele, którzy czują, że ich podstawowe prawa i wolności zostały naruszone i którzy wyczerpali drogę sądową przed sądami powszechnymi, mogą wystąpić ze skargą konstytucyjną do sądu konstytucyjnego, który zbada konstytucyjność aktu prawnego, na podstawie którego sąd podjął decyzję. Warunki skargi konstytucyjnej są wyraźnie sprecyzowane i składana jest ona najczęściej za pośrednictwem sądu powszechnego lub najwyższego. Sądy powszechne mogą też występować do sądu konstytucyjnego w formie pytania prejudycjalnego.

### Zestawienie
| | Model amerykański                                                                                             | Model europejski | Model mieszany          | Brak |
| Afryka | Angola (de facto), Gambia1, Ghana, Gujana, Kenia, Liberia, Nigeria, Rwanda                                    | Algieria1, Czad, Egipt, Etiopia1 3, Kamerun, Maroko, Południowa Afryka1, Sudan, Tunezja1 3, Uganda | Mozambik, Zambia1       | Libia, Gwinea Bissau4, Wyspy Świętego Tomasza i Książęca4                                                                            |
| Ameryki | Argentyna, Brazylia, Haiti1, Honduras1 2, Kanada1, Meksyk, Nikaragua2, Panama, Stany Zjednoczone, Urugwaj     | Boliwia1, Ekwador, Gwatemala, Kolumbia, Kostaryka2, Paragwaj2, Wenezuela2, | Chile1, Peru, Salwador2 | Kuba |
| Azja | Afganistan3, Filipiny, Indie, Irak3, Japonia, Kuwejt1 3, Malezja1, Nepal, Pakistan1, Singapur, Timor Wschodni | Bangladesz, Indonezja3, Jordania1, Kambodża1, Korea Południowa, Mongolia, Sri Lanka, Syria1, Tajwan, Tadżykistan, Tajlandia1, Turcja1 |                         | Arabia Saudyjska, Bahrajn4, Bhutan, Brunei4, Chiny, Iran, Izrael, Katar4, Korea Północna, Laos, Liban, Oman4, Turkmenistan4, Wietnam |
| Europa | Dania, Estonia, Irlandia, Islandia, Monako1, Norwegia, Szwajcaria, Szwecja1                                   | Albania, Armenia1, Austria, Azerbejdżan, Białoruś1, Belgia1, Bośnia i Hercegowina1, Chorwacja, Czarnogóra, Czechy, Francja1, Grecja, Gruzja, Hiszpania1, Litwa, Łotwa, Macedonia Północna, Mołdawia, Niemcy, Polska, Rosja1, Rumunia1, Serbia, Słowacja, Słowenia, Ukraina, Węgry, Włochy | Bułgaria, Portugalia    | Finlandia, Holandia, Watykan4, Wielka Brytania                                                                                       |
| Oceania | Australia | |                         | Nowa Zelandia |
| 1 – Instytucja działa w ograniczonym zakresie; prawo do skargi konstytucyjnej przysługuje jedynie niektórym podmiotom bądź kontrola dotyczy jedynie pewnych części konstytucji, 2 – W pracy Ferreresa Commelli kraj zaklasyfikowany jako mieszany, 3 – W pracy Francisco Ramosa Romeu kraj klasyfikowany jest jako pozbawiony (w 2000) sądowej kontroli konstytucyjności prawa. 4 – Nieuwzględniony w pracy Maddexa (2008), klasyfikacja według Romeu (2000). | | |                         | |

## Funkcje
Sądowa kontrola konstytucyjności prawa spełnia kilka funkcji ustrojowych:
1. jest formą nakładania konstytucyjnych ograniczeń na działalność władz ustawodawczej i wykonawczej[2] ,
2. powstrzymuje większość parlamentarną przed uzurpacją władzy[2] ,
3. chroni mniejszości przed tyranią większości[2] [13],
4. pozwala na rzeczywistą realizację zasad i wartości konstytucyjnych, w tym w szczególności praw obywatelskich, w szczególności w sytuacjach, gdy są one naruszane przez władze lub przez większość społeczeństwa[13]. Np. działalność Sądu Najwyższego Stanów Zjednoczonych w okresie przewodnictwa Earla Warrena (tzw. Sąd Warrena, 1953–1969) doprowadziła do zniesienia różnych form dyskryminacji rasowej (np. zasady Separate but equal)[2] ,
5. pozwala rozwiązać niektóre palące problemy i konflikty, które nie dają się rozwiązać drogą parlamentarną z powodu zbytniej polaryzacji politycznej[2] ,
6. dzięki instytucji skargi konstytucyjnej wyposaża obywateli w uprawnienia wpływania na kształt ustroju, przez co jest instrumentem pogłębiania demokratyzacji ustroju i zwiększenia jego legitymizacji[13].

## Krytyka
Sądowa kontrola konstytucyjności prawa bywa krytykowana. W krajach z ustaloną supremacją parlamentu sądowa kontrola konstytucyjności prawa może ograniczać tę zasadę . Orzecznictwo konstytucyjne, w szczególności w modelu europejskim, krytykowane jest również za aktywizm sędziowski, czyli za wkraczanie w kompetencje prawodawcy.
Wskazuje się również, że sądy, kontrolując konstytucyjność prawa, nie spełniają swojej funkcji realizacji praw obywatelskich, lecz częściej służą obronie status quo i interesów elit polityczno-ekonomicznych. W konstytucjach zapisano wiele wartości i zasad, które mogą wchodzić ze sobą w konflikt. Przez cały XIX wiek Sąd Najwyższy w Stanach Zjednoczonych przeciwstawiał się rozszerzeniu praw obywatelskich na Afroamerykanów, wskazując, że broni konstytucyjnych praw własności ich właścicieli .